# Les Ex (émission de télévision)
Pour les articles homonymes, voir Les Ex et Le Club des ex (film).
Les Ex, nommé Le Club des ex entre 2007 et 2016, est une émission de télévision d'analyse politique diffusée sur les ondes d'ICI RDI. Émission populaire de la chaîne, elle regroupe un panel de trois anciens politiciens représentatifs du spectre politique québécois.

## Historique
À l'occasion des élections générales québécoises de 2007, le Réseau de l'Information invite d'anciens politiciens pour commenter la campagne. Un trio composé de Liza Frulla, Jean-Pierre Charbonneau et Marie Grégoire se forme autour du présentateur Simon Durivage. La chaîne décide d'en faire un nouveau concept, baptisé Le Club des ex, dont la première émission est diffusée le 2 avril 2007. L'émission allie le débat à l'analyse politique. Bien que les sujets abordés concernent principalement la politique québécoise ou la politique canadienne, les participants commentent plus largement l'actualité.
La direction d'ICI RDI annonce le 14 mai 2020 que l'émission ne reviendra pas à l'antenne lors de la saison 2020-2021. La diffusion de l'émission avait été suspendue en mars 2020 pour laisser place à la couverture quotidienne de la pandémie de Covid-19.

## Diffusion
L'émission est diffusée en direct de 12h30 à 13h30 du lundi au jeudi. L'émission dépasse souvent son horaire, surtout lorsque des points de presse sont diffusés en parallèle de l'émission.

### De 2017 à 2018
L'émission est divisée en deux éditions distinctes :
- La première étant encore de 12h30 à 13h30;
- La seconde est de 16h00 à 17h00.

Seule la première est disponible en rattrapage sur le site web. L'émission en deux éditions par jour fut un succès, mais trop exigeante pour les participants. Lors de la saison 2018-2019, l'édition de l'après-midi fut donc remplacée par une émission similaire appelée Les mordus de politique où les quatre formations politiques sont représentées.

## Participants
|           | Animation      | Souverainistes          | Fédéralistes    | Autonomistes    |
| --------- | -------------- | ----------------------- | --------------- | --------------- |
| 2007-2008 | Simon Durivage | Jean-Pierre Charbonneau | Liza Frulla     | Marie Grégoire  |
| 2008-2009 | Simon Durivage | Jean-Pierre Charbonneau | Liza Frulla     | Marie Grégoire  |
| 2009-2010 | Simon Durivage | Jean-Pierre Charbonneau | Liza Frulla     | Marie Grégoire  |
| 2010-2011 | Simon Durivage | Jean-Pierre Charbonneau | Liza Frulla     | Marie Grégoire  |
| 2011-2012 | Simon Durivage | Jean-Pierre Charbonneau | Liza Frulla     | Marie Grégoire  |
| 2012-2013 | Simon Durivage | Jean-Pierre Charbonneau | Liza Frulla     | Marie Grégoire  |
| 2013-2014 | Simon Durivage | Jean-Pierre Charbonneau | Christos Sirros | Marie Grégoire  |
| 2014-2015 | Simon Durivage | Rémy Trudel             | Yolande James   | Marie Grégoire  |
| 2015-2016 | Michel Viens   | Yves-François Blanchet  | Yolande James   | Hélène Daneault |
| 2016-2017 | Michel Viens   | Yves-François Blanchet  | Yolande James   | Marie Grégoire  |
| 2017-2018 | Julie Drolet   | Yves-François Blanchet  | Yolande James   | Marie Grégoire  |
| 2018-2019 | Julie Drolet   | Yves-François Blanchet  | Yolande James   | Marie Grégoire  |
| 2019-2020 | Julie Drolet   | Mathieu Traversy        | Yolande James   | Marie Grégoire  |

D'autres panélistes ont été invités de façon récurrente pour remplacer les participants. Par exemple, lorsque Yolande James s'est portée candidate à l'investiture libérale pour une élection fédérale partielle, elle fut remplacée par Gilles Ouimet pour le reste de la saison 2016-2017,.